# Džibutsko-etiopská železnice
Džibutsko-etiopská železnice byla jednokolejná úzkorozchodná železniční trať dlouhá 784 km, která spojovala Džíbútí a Addis Abebu. Trať s rozchodem 1000 mm, postavená v letech 1897 až 1917, stoupala od břehu Adenského zálivu na Etiopskou vysočinu a překonávala výškový rozdíl 2355 m. Trať byla nahrazena novou dráhou normálního rozchodu a od roku 2016 není provozována.

## Historie

### Pozadí
Stavba železnice je zřejmá v historickém kontextu, kdy se koncem 19. století koloniální mocnosti snažily ovládnout oblast Afrického rohu.
První projekt železnice vypracoval americký podnikatel Paul Bremond v roce 1883 a předpokládal spojení pobřeží s městem Awaš. Na základě doporučení, které císaři Menelikovi II. dal jeho rada, švýcarský inženýr Alfred Ilg, vydal císař 11. února 1893 dekret s příkazem vybudovat železnici. Následně vydal 9. března 1894 císař Ilgovi koncesi na výstavbu trati mezi Addis Abebou a provoz železnice od hranic Francouzského Somálska do Hararu, z Hararu do Entotta a z Entotta do Kaffy a k Bílému Nilu" (čl. 1). Provozní licence měla platnost 99 let a koncese mimo to obsahovala i povinnost postavit souběžně s tratí telegrafní linku. Platnost stavebního povolení byla omezena do roku 1909.

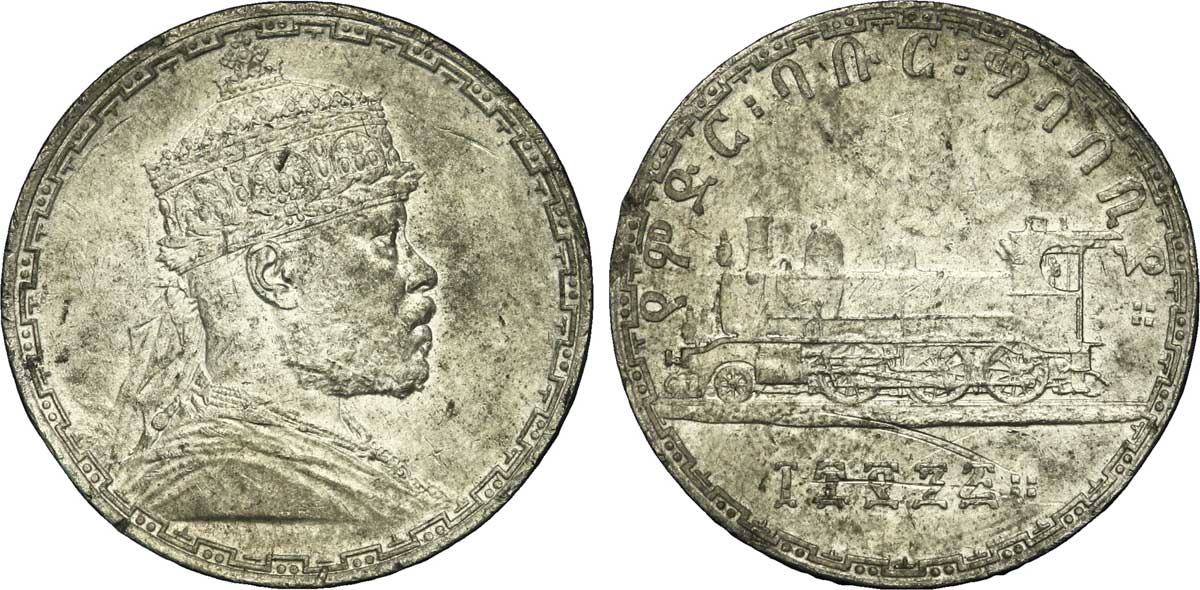
Pamětní medaile s amharským textem: „Na paměť železnice, 1895“

Ilg se spolu s obchodníkem Léonem Chefneuxem se pokusil dílo zrealizovat. Teprve poté, co císař Menelik II. zvítězil v bitvě u Adwy a udržel nezávislost své země, povolily 27. dubna 1896 francouzské orgány volný průchod dráhy územím Francouzského Somálska. Trať měla být rozdělena na tři úseky: první z přístavu v Džíbútí do Hararu; mezistupeň propojující Harar s faktorií v Enttotu; poslední úsek procházející do ponilské Afriky.
Proti projektu se vzedmul v Etiopii odpor, zejména na území podél trati. Místní náčelníci se obávali, že železnice podpoří evropskou kolonizaci. Majitelé velbloudích karavan viděli v tomto projektu přímou konkurenci svému podnikání. Také evropské mocnosti (Itálie, Velká Británie) vůči němu vznesly námitky kvůli dopadu vzniku železniční společnosti na jejich vlastní ekonomické zájmy.

### Francouzská společnost 1896 — 1906

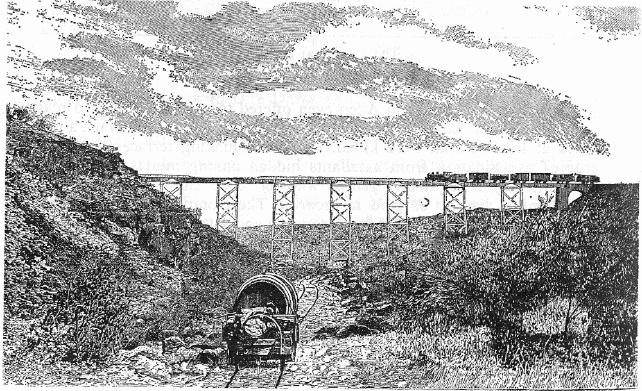
Most u města Holhol, kresba z r. 1898.

V roce 1896 byla založena první soukromá železniční společnost Compagnie impériale du chemin de fer franco-éthiopien (CIE) se základním kapitálem 2 miliónů franků rozděleným do 4000 akcií. Společnost měla potíže prodat své akcie, přestože představila svojí nabídku v místních obchodních komorách po celé Francii, ale zájem investorů byl zdrženlivý a Menelik byl proti tomu, aby se francouzská vláda stala spoluinvestorem, jak nabízela. Celkově vzato přinesl první veřejný úpis jen 8,738 miliónu franků z předpokládaných 14 miliónů a dodatečná nabídka dluhopisů ve výši 25,5 miliónu přinesla pouze 11,665 miliónu franků. Nedostatek peněz, vysoké úroky a další finanční náklady spojené s půjčkou měly za následek, že se společnost trvale pohybovala na pokraji bankrotu. Poté, co 5. listopadu 1896 Menelik připustil, že první úsek nebude končit v Hararu, ale skončí na planinách, byla v říjnu nebo v listopadu 1897 zahájena výstavba trati v Džíbútí. Odtud byla stavba nejen řízena, ale vozila se sem z Evropy i část stavebního materiálu, který byl zde vykládán z lodí. První úsek mezi Džíbútí a Dewele (108 km) zprovozněn 14. července 1900.
S postupujícími pracemi se zvýšily obavy kočovných somálských kmenů o ztrátu jejich kontroly nad karavanním obchodem. Jejich vztahy ke stavitelům trati byly velmi násilné a bouřlivé. V únoru 1899 bylo devět pracovníků zabito při útoku na staveniště. Ochranka společnosti zorganizovala odvetné akce: útoky na tábory kočovníků a decimování jejich stád. V únoru 1900 odsoudil guvernér Francouzského Somálska praktiky stavitelů, které „lze popsat pěti výrazy: odmítání platit, svazování domorodců, bití holí, znásilňování žen a vraždy, pokud je to nutné“. Existuje nedoložená historka, že se diskuse uklidnily poté, co se jeden z francouzských vyjednávačů rozkročil a řekl: „Z rozlehlosti vašeho území vás žádáme jen o prostor mezi nohama. Jak nám ho můžete odpírat?“ Náčelníci souhlasili, ale vymínili si bezplatnou dopravu pro členy svých kmenů.
Společnost byla vystavena mnoha problémům: stavba byla podhodnocena (oproti původní odhadované délce 225 km byla skutečná vzdálenost do Dire Dawy 310 km), terén byl obtížný a práce brzdil zejména nedostatek peněz. Protože výše investičního fondu nebyla dostatečná, společnost se obrátila na britský kapitál, reprezentovaný především bratry Albertem Lionelem a Luisem Ochsovými, zkušenými londýnskými investory v Africe. Ti již v roce 1898 nabídli, že zajistí financování výměnou za vzdání se monopolu na železnici do provincie Šewa, čímž by vznikla možnost vybudovat odbočku do přístavů Zeila nebo Berbera v Britském Somálsku.

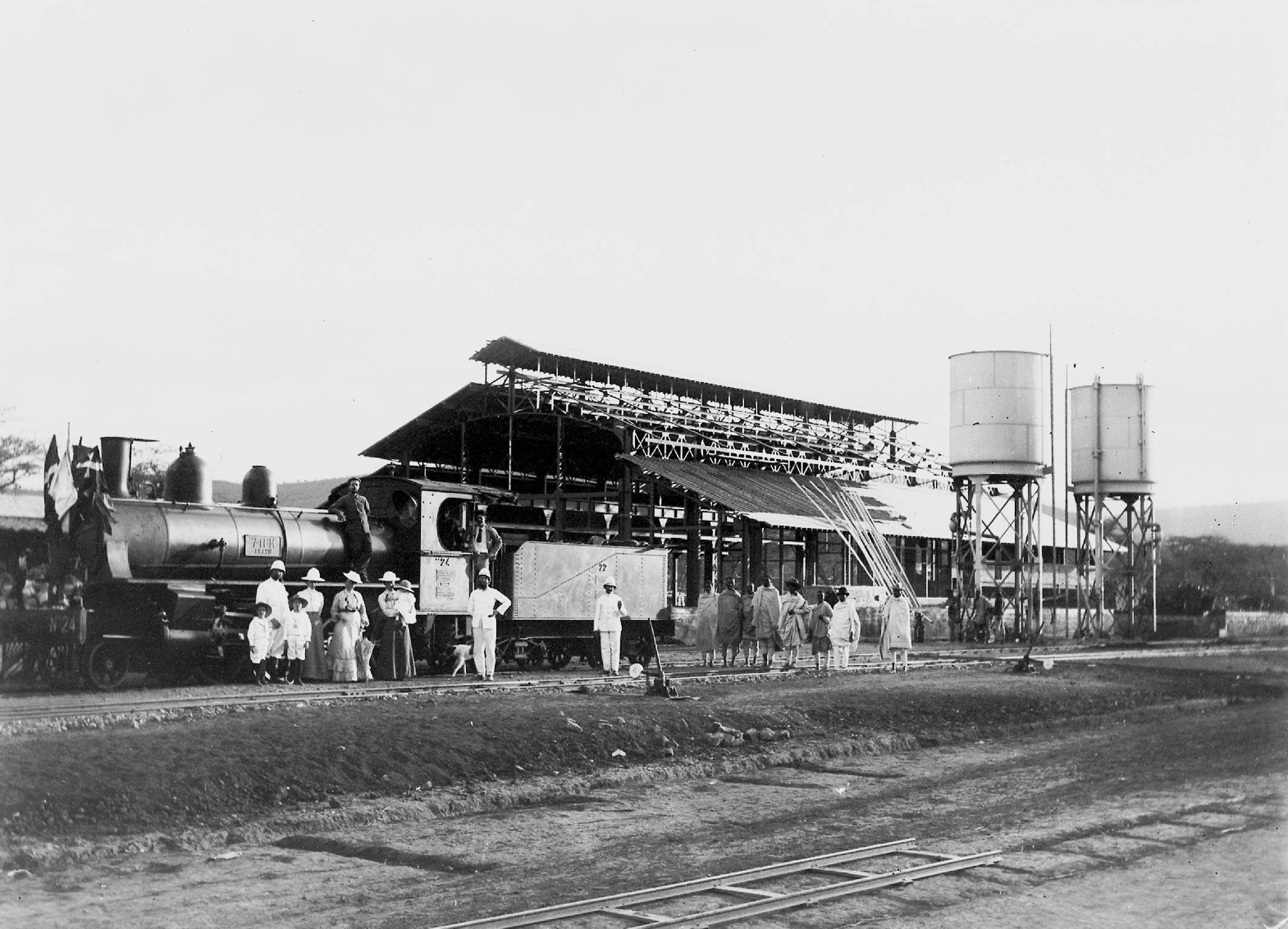
Alfred Ilg se svou rodinou na nádraží v Dire Dawě (mezi 1902 a 1906).

Komise pro francouzskou Afriku a koloniální kruhy si vymohly, aby byl francouzský charakter trati zachován. Podle dohody ze dne 6. února 1902, nazývané Bonhoure-Chefneux, byla Společnosti přiznána roční dotace ve výši 500 tisíc franků výměnou za odmítnutí účasti britského kapitálu a k tomu byl dne 4. dubna schválen příslušný zákon. Dohoda podřídila Společnost kontrole koloniálních úřadů a použití jednoduchých stavebních řešení (například přechody dočasných vodních toků dnem jejich koryta namísto mostů) umožnilo, aby byla trať prodloužena na náhorní planinu a v prosinci 1902 dosáhla města Dire Dawa.
Nicméně politické klima se rychle zhoršovalo. Britové se vměšovali do politiky a vliv Italů se také zvyšoval, a tak bylo pro francouzskou společnost stále obtížnější získávat potřebné finanční prostředky. Zároveň převzetí podniku odpovědného za výstavbu hlavní dopravní tepny země cizím státem nenechalo etiopské úřady lhostejnými. Menelik II. proto odmítl udělit stavební povolení na druhý úsek a pokusil se opřít o ostatní evropské mocnosti. Vzhledem k převládající politické nestabilitě zdroje peněz v roce 1906 vyschly. Mezitím došlo dne 13. prosince 1906 k uzavření dohody mezi Francií, Itálii a Spojené království o rozdělení jejich sfér vlivu v Etiopii. Přitom Francie upustila od úmyslu vybudovat třetí úsek mezi Addis Abebou a Nilem. Společnost, opuštěná Francií, Etiopií a Spojeným královstvím, byla nakonec nucena vyhlásit 3. června 1907 bankrot a opustit trať nedokončenu. Utratila celkem 47,8 miliónu franku, z čehož 10 milionů byly finanční náklady, 4 milióny práva zakladatelů Ilga a Chefneuxe a 32,5 miliónu stavební náklady.

### První francouzsko-etiopská společnost 1908 — 1959
Řízení projektu dočasně převzala francouzská koloniální správa v Džíbútí, Přestože se Menelik II. pokusil vzdorovat, dohoda mezi mocnostmi mu nedala na výběr a nakonec byl pod nátlakem francouzského vyslance Antony Klobukowskiho nucen podepsat dvě dohody. První, která byla podepsána 10. ledna 1908, je smlouva o přátelství, který mimo jiné stanoví, že Evropané, kteří mají bydliště v Etiopii, nespadají pod místní jurisdikci a z hlediska občanského a trestního práva podléhají svému konzulovi v Etiopii. Druhá, ze dne 30. ledna 1908, je koncese k provozování stávajícího úseku a k výstavbě druhého úseku, která byla vydána na jméno císařova francouzského lékaře Josepha Vitaliena jako představitele budoucí společnosti. Železnice se stala francouzskou suverénní enklávou v Etiopii, což odráželo slabost tehdejší etiopské nezávislosti.

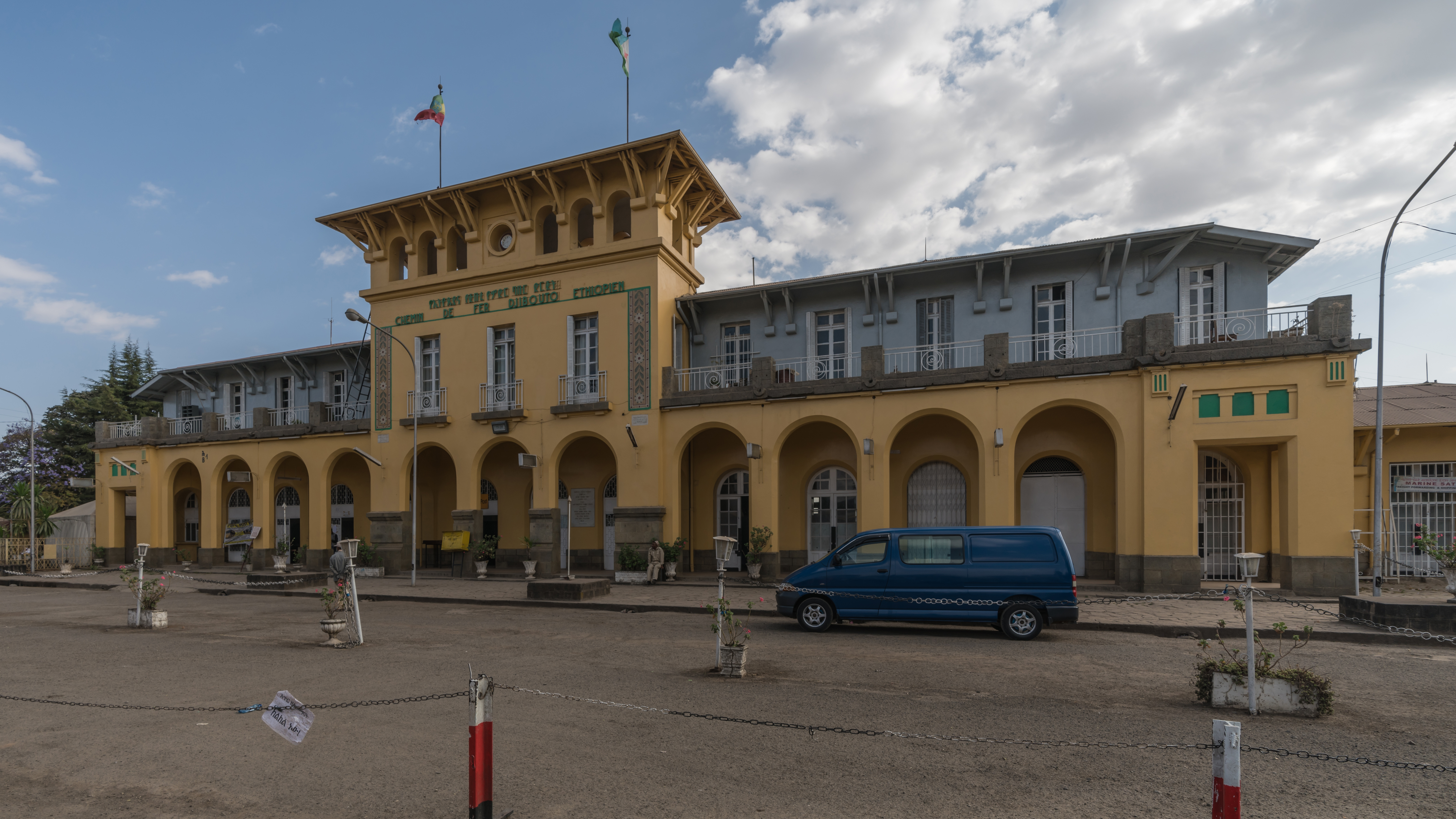
Nádraží v Addis Abebě.

Nová společnost s názvem Compagnie du chemin de fer franco-éthiopien (CFE) byla vytvořena velkými francouzskými bankami v čele s Indočínskou bankou (Banque de l’Indochine). Mezi 5. a 8. březnem 1909 několik dohod nastavilo vztahy mezi francouzskou vládou a společností a vyřešilo odškodnění akcionářů zkrachovalé společnosti. Výměnou za plné finanční zabezpečení státem byly výstavba, provoz a řízení trati kontrolovány francouzskou vládou na celé trase. Práce byly obnoveny v lednu 1910. 66 km se zprovoznilo v květnu 1911, v srpnu 1912 bylo provozováno již 100 km, 145 km v květnu 1913, 235 km v únoru 1914, čímž trasa dosáhla řeky Awaš. V dubnu 1915 bylo postaveno 779 km do Addis Abeby, ale provoz končil v Mojo (na km 715) kvůli rozepři ohledně výstavby koncové stanice. Ve stejném roce bylo postaveno v Dire Dawě nové nádraží. Celá trasa byla uvedena do provozu 17. června 1917, ale nádraží v Addis Abebě bylo po dlouhých tahanicích ohledně pozemků slavnostně otevřeno až 3. prosince 1929.
Podmínky provozování se několikrát změnily; poprvé to bylo dohodou z 31. března 1922, ve které se řešila otázka pozemků nezbytných pro výstavbu nádraží v Addis Abebě a odstranění celnice v Dire Dawě. Další dohoda z 12. srpna 1924 stanovila začátek 99leté koncese na 1. leden 1918. Ještě důležitější je dohoda z 20. března 1926, která uzavřela diskuse ohledně výstavby nádraží v Addis Abebě a převedla správu města Dire Dawa pod etiopské orgány (s platností od roku 1931).
Společnost provozovala železnici v letech 1909 až 1941 a od roku 1946 do roku 1959, a to pod dohledem francouzské vlády, která prováděla kontrolu financí, V čele společnosti CFE stál po celou dobu (1909 -1959) Charles Michel-Côte. Na základě francouzsko-italské dohody z roku 1935 bylo Itálii umožněno odkoupit část akcií CFE. Během italské okupace Etiopie (1935 – 1941) byla trať vylepšována. Od osvobození Etiopie Spojenci byl mezi roky 1941 a 1946 provoz rozdělen na dvě části, přičemž etiopský úsek byl pod britskou vojenskou správou. Až do připojení Francouzského Somálska ke Svobodné Francii v prosinci 1942 byl provoz na hranicích přerušen. Teprve francouzsko-etiopská dohoda ze dne 5. září 1945 umožnila navrátit společnosti CFE celou trať počínaje 1. červencem 1946. Tato „retrocese“ měla za následek mnoho protestů etiopských zaměstnanců, kteří byli během britské správy povýšeni a jejichž odpovědné pozice znovu obsadili Francouzi.

### Druhá francouzsko-etiopská společnost 1959 — 1975
Diplomatická dohoda mezi Francií a Etiopií z 12. listopadu 1959 hluboce změnila strukturu společnosti. Obě země se staly držitelem stejného podílu akcií a sídlo společnosti se přesunulo do Addis Abeby. Nicméně vrcholové vedení a technická správa zůstaly svěřeny Francouzům až do roku 1975. Součástí dohody bylo i dočasné (do konce roku 2016) přenechání provozu části džibutského přístavu Etiopii. Prvním ředitelem se stal Etiopan Bekele Geleta.

### Po roce 1975
Vojenský puč v Etiopii 12. září 1974 zahájil období nestability a úpadku železnice. Během etiopsko-somálské války v letech 1977 — 1978 byla železniční trať poškozena, a proto se po dobu jednoho roku neprovozovala. Poté, co Džibutsko získalo nezávislost v roce 1977, převedla Francie svoje práva na nově vzniklý stát a následně byla společnost přejmenována na Chemin de fer Djibouti-Éthiopien (CDE). Změny byly stvrzeny dohodou mezi oběma státy z 21. března 1981, podle níž nese Etiopie 90 % ztrát a Džibutsko 10 %. Během socialistické vlády se trať téměř neudržovala a došlo k jejímu značnému poškození.
V roce 2003 připravila Evropská komise grant ve výši 40 miliónů eur na rekonstrukci trati. Příslušná ministerstva obou států vybrala k provozování trati jihoafrickou společnost Comazar, která měla získat koncesi na dobu 25 let. Dohoda před podpisem selhala, a to přestože grant byl v roce 2006 zvýšen na 50 miliónů €. 29. listopadu 2006 se podařilo podepsat smlouvu s italsko-španělským konzorciem Consta, sdružením italské firmy Consta Mattioli a španělské firmy Ineco Tifsa. Přesto byl ještě téhož roku přerušen provoz mezi Dire Dawou a Addis Abebou v délce 472 km. Kromě rekonstrukce trati od hranic k Dire Dawě a na hrázi přes jezero Basaka u města Matahara byla smlouvou stanovena povinnost vybudovat v Dire Dawě továrnu na betonové pražce a ocelovou mostárnu na předměstí Addis Abeby. Práce byly zahájeny následujícího roku na úsecích poškozených etiopsko-somálskou válkou. Lhůta výstavby, původně plánovaná na tři roky, se protáhla na dvojnásobek do roku 2013. Současně probíhala za účasti katarského kapitálu modernizace džibutského přístavu, bez níž by zvýšení propustnosti bylo omezené. V roce 2009 byly jak v Etiopii (Ethiopian Railway Corporation), tak v Džibutsku (Société Djiboutienne des Chemins de Fer) založeny samostatné železniční společnosti, což bylo předzvěstí konce CDE. Jejich úkolem bylo mimo jiné zajistit výstavbu nové trati normálního rozchodu. Přestože nová trať byla uvedena do zkušebního provozu postupně v letech 2016 a 2017 a do úplného v roce 2018, je džibutsko-etiopská železnice provozována nadále.

## Provoz

### Přeprava
Společnost vykazovala od roku 1923 provozní zisk, přičemž předválečného vrcholu 70 000 t přepraveného zboží se dosahovalo kolem roku 1928. Od italské invaze do Etiopie poptávka po přepravě výrazně vzrostla a 1. července 1936 podepsal Michel-Côte s italskými koloniálními úřady dohodu o navýšení přepravního výkonu. Společnost ale nedokázala zvýšit objem přepraveného nákladu, přestože investice do trati snížily cestovní čas, takže již koncem toho roku celá cesta netrvala déle než 25 hodin. V roce 1937 byla zprovozněna silnice mezi přístavem Asab a Addis Abebou, což představovalo až do osamostatnění Eritrey v devadesátých letech výraznou konkurenci železnici, a to zejména od padesátých let, odkdy tudy provozoval pravidelnou kamiónovou dopravu podnikatel Antonin Besse. To mělo za následek, že provozování železnice bylo od roku 1954 obtížnější, což se týkalo především vývozu, jak dokládá tabulka níže:
| Nákladní doprava v letech 1953-1958 (v tunách) | Nákladní doprava v letech 1953-1958 (v tunách) | Nákladní doprava v letech 1953-1958 (v tunách) | Nákladní doprava v letech 1953-1958 (v tunách) | Nákladní doprava v letech 1953-1958 (v tunách) | Nákladní doprava v letech 1953-1958 (v tunách) | Nákladní doprava v letech 1953-1958 (v tunách) |
| Rok                                            | 1953                                           | 1954                                           | 1955                                           | 1956                                           | 1957                                           | 1958                                           |
| ---------------------------------------------- | ---------------------------------------------- | ---------------------------------------------- | ---------------------------------------------- | ---------------------------------------------- | ---------------------------------------------- | ---------------------------------------------- |
| Dovoz                                          | 108 304                                        | 100 240                                        | 87 401                                         | 88 787                                         | 102 970                                        | 127 306                                        |
| Vývoz                                          | 140 164                                        | 68 257                                         | 75 346                                         | 59 142                                         | 76 394                                         | 47 235                                         |

V roce 1958 byla skladba osobní dopravy následující (počet přepravených osob): 1. třída - 6 631; 2. třída - 14 132; 3. třída - 380 333.
Tarif za přepravu jedné tuny nákladu z Addis Abeby do Džíbútí činil v roce 2004 55 USD, zatímco kamiónoví dopravci si účtovali 30 USD. Zároveň se kvůli zanedbané údržbě přeprava vlakem prodloužila na deset dní, zatímco nákladní automobily ji uskutečnily za tři dny. Přitom celkový objem přepravy mezi oběma městy činil v roce 2006 4,5 miliónu tun. Úsek trati od moře do Dire Dawy byl částečně provozován i během rekonstrukce v letech 2007 až 2013. Očekávaný přepravní výkon rekonstruované trati byl 240 tisíc až 1,5 miliónů tun za rok.

### Vozidla

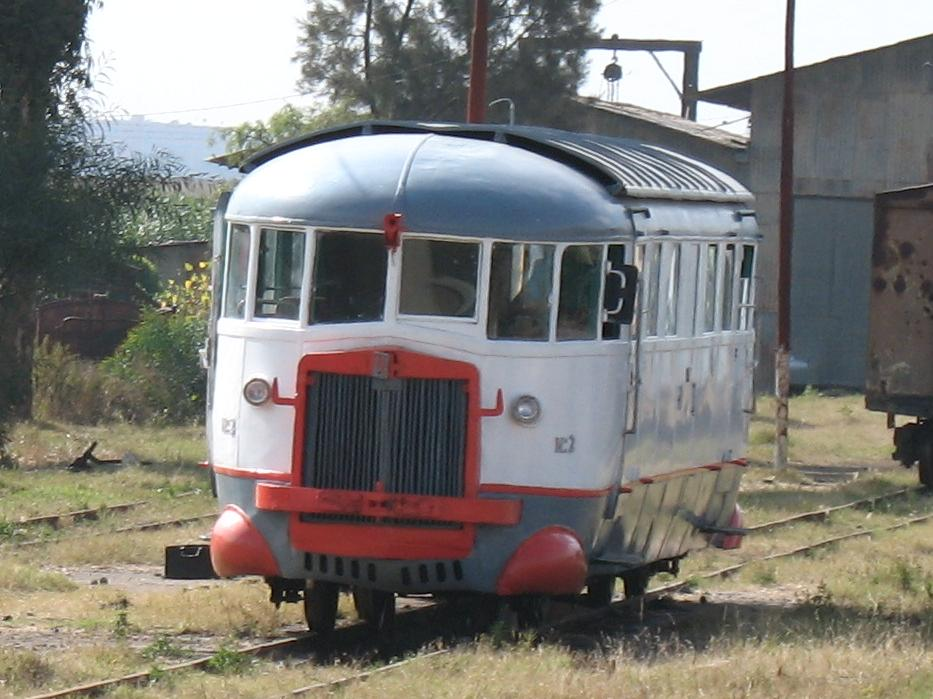
Motorový vůz Litorrina, zde na podvozku pro rozchod 950 mm.

Jako hnací vozidla se nejprve používaly parní lokomotivy. První byly vyrobeny v letech 1900 — 1901 švýcarskou firmou SLM. Další stroje dodala rakouská lokomotivka Georg Sigl z Vídeňského Nového Města. V roce 1937 byly dodány ze Švýcarska dvě lokomotivy G 4/5, které byly vyřazeny po elektrizaci trati Appenzellerbahn. Předtím však musely být upraveny nejen jejich podvozky, ale i nástavba a především tendry, které byly upraveny na dvouosé. Dostaly číslo 101 a 102 a sloužily v provozu ještě dvanáct let. Stav vozového parku byl v roce 1936 následující: 56 parních lokomotiv, 46 osobních vozů a 445 nákladních vozů. Poslední parovozy, které byly na trati provozovány bylo šest amerických lokomotiv vyrobených v Davenportu v roce 1946, podle kódu UIC značených jako 1D1, podle Whyta 2-8-2.
Parní pohon začal být nahrazován v roce 1938, kdy byly do provozu uvedeny tři motorové vozy Litorrina od firmy Fiat. V roce 1950 bylo po rozsáhlých zkouškách objednáno dvanáct dieselových lokomotiv od švýcarského výrobce SLM Winterhur, Měly hmotnost 50 tun, výkon 500 kW a dosahovaly maximální rychlosti 90/65 km/h. Vyznačovaly se uspořádáním pojezdu (Ao1Ao)'(Ao1Ao)', jednostrannou kabinou s výrazným rámem a chladičem plnicího vzduchu. Nesly označení 1M až 12M.
Stav vozového parku byl v roce 1970 následující: 23 dieselelektrických lokomotiv, 10 dieselelektrických posunovacích lokomotiv, 2 motorové jednotky, 21 osobních vozů 1. a 2. třídy (včetně spacích), 39 vozů 3. třídy a 613 nákladní vozy.

## Technické údaje

### Trať
Trať byla postavena s rozchodem 1000 mm. Zemní pláň je 4 m široká. Železniční svršek se skládal ze štěrkového lože šířky 2,8 m a tloušťky 35 cm. Na něm byly položeny speciálně vyrobené ocelové pražce typu „Menelik“. Na délku deseti metrů trati připadalo 13 ocelových pražců, každý o hmotnosti 30 kilogramů, a dvě desetimetrové kolejnice, každá o hmotnosti 200 až 250 kg. Tato konstrukce umožňovala maximální nápravový tlak osmi tun. Na některých úsecích se používaly i 12m kolejnice. Ve čtyřicátých letech byly původní kolejnice zaměněny novým typem o hmotnosti 30 kg/bm, což umožnilo zvýšit povolený nápravový tlak na 9,5 t.
Sklonové poměry trati byly složité. Ačkoli nejvyšší nadmořské výšky dosahovala trať v koncové stanici a na předcházejícím hornatém úseku (od km 297) byly sklony až 25 ‰, byl největší podélný sklon trati v úseku u pobřeží (27 ‰). Pouze na náhorní rovině (km 89 až 297) dosahovaly sklony nejvýše 16 ‰. Směrově byla trať vedena v obloucích s poloměrem nejméně 150 m; pouze dva oblouky na celé trati měly poloměr menší: 100 m na prvním úseku od moře a 140 m v průsmyku Harr.
Během provozu se postupně realizovaly plány na zkapacitnění stávající trati, a to především výměnou kolejového svršku. Na úseku z Dire Dawy do Addis Abeby byly do roku 1947 kolejnice o hmotnosti 20 kg/bm nahrazeny těžšími o hmotnosti alespoň 30 kg/bm a některé mosty byly zesíleny, takže povolený nápravový tlak vzrostl na 12 t. Na některých úsecích byly kolejnice pokusně svařeny.
Do roku 2013 byl kolejový svršek na etiopské straně (km 175 až km 310) zmodernizován. Kolejnice byly těžkého typu o minimální hmotnosti 30 kg/bm a tam, kde byly ocelové pražce typu „Menelik“ nahrazeny betonovými (přes 100 km), byly upevněny kolejnice o hmotnosti 40 kg/bm. Byly zlepšeny i směrové poměry, a to tím, že byl poloměr minimálního oblouku zvětšen na 200 m, čímž zmizel druhý nejmenší oblouk na trati.

### Inženýrská díla
Na trati stálo mnoho mostů z nichž následující byly delší než 100  m:
| km  | název   | rozpětí        | výška |
| --- | ------- | -------------- | ----- |
| 22  | Chebele | 9 x 16 m       | 20 m  |
| 52  | Holhol  | 8 x 16 m       | 28 m  |
| 543 | Awaš    | 42 + 57 + 42 m | 60 m  |

Celkem bylo vybudováno celkem 1919 inženýrských objektů delších než 1 m, do čehož patřily i akvadukty postavené k zásobování parních lokomotiv vodou. Některé z mostů na úseku Dire Dawa — Addis Abeba jsou zničeny.
Jediný tunel na trase ležel pod průsmykem v pohoří Harr na km 189 s délkou 170 m.

### Telegrafní vedení
Telegrafní vedení bylo postaveno souběžně s tratí ve vzdálenosti zhruba 70 m. Mělo čtyři linky, jednu pro dálkové propojení trati, druhá spojovala přilehlé stanice, a zbylé dvě linky byly veřejné. Stožáry telegrafního vedení byly ocelové, aby byly odolné proti termitům. Každý stožár se skládal ze tří součástí o hmotnosti 75 kg, které se spojovaly v jeden kus. Velká hmotnost v kombinaci s vysokými teplotami působila značné obtíže při výstavbě. Dráty byly měděné průměru 3,5 mm.

## Původní plány
Trať byla pouze větší části z původně ambiciózního plánu, který měl za cíl dosáhnout Nilu. Ostatně o smělé plány na rozšíření železnic v Etiopii nebyla nikdy nouze. Během italské okupace se uvažovalo se čtyřmi tratěmi spojujícími Addis Abebu, a to trať do Massawy přes Adigrat a Dessié o délce 1000 km; odbočka v Dessié do Assabu; odbočka v Dessié do Ageru přes Om a Gondar; trať do Mogadiša přes Dollo a Meghelli. V polovině šedesátých let byl vypracován projekt odbočky trati z Nazarethu do Dilly v provincii Sidamo, přičemž částečně kopíroval italskou trasu do Mogadiša.